# The Poet and the Pendulum

The Poet and the Pendulum es la primera canción del álbum Dark Passion Play de la banda finesa de metal sinfónico, Nightwish. Esta es la pista más larga del álbum y la segunda más larga de la historia de la banda, de aproximadamente catorce minutos. El compositor de la canción, el líder de la banda y tecladista Tuomas Holopainen ha expresado que él se siente muy feliz con esta canción, y antes de su lanzamiento, él dijo oficialmente que esta era su canción favorita de Dark Passion Play. La canción se divide en 5 partes: White Lands of Emphatica, Home, The Pacific, Dark Passion Play y Mother & Father.
"The Poet And The Pendulum", inspirada en El pozo y el péndulo de Edgar Allan Poe, también fue el título provisional del álbum.

## Créditos
- Tuomas Holopainen - Teclado / Composición
- Anette Olzon - Voz
- Jukka Nevalainen - Batería
- Marco Hietala - Bajo / Voz
- Emppu Vuorinen - Guitarra

- Tom Williams - Voz soprano
- Orquesta Filarmónica de Londres - Orquesta